# Glaskinn
Glaskinn  ist ein umgangssprachlicher Begriff aus dem Boxsport. Er bezeichnet geringe Nehmerfähigkeiten eines Kämpfers, der dadurch besonders anfällig für einen Knockout ist.
Besondere Medienpräsenz erlangte der Begriff im Zusammenhang mit zwei K.-o.-Niederlagen Wladimir Klitschkos gegen Corrie Sanders (2. Runde) und Lamon Brewster (5. Runde) in den Jahren 2003 und 2004. Diskussionen bezüglich der Frage, ob Klitschko unter einem Glaskinn leide, hielten über Jahre an und wurden regelmäßig von Gegnern wiederbelebt.
Der Begriff wird in den Medien und in der Alltagssprache auch in Bezug auf Personen angewendet, die zwar verbal gut austeilen, aber wenig einstecken können und schnell beleidigt sind.
Das Glaskinn ist nicht zu verwechseln mit der Glasknochenkrankheit.